# Phyllolabis pictivena
Phyllolabis pictivena är en tvåvingeart som beskrevs av Alexander 1932. Phyllolabis pictivena ingår i släktet Phyllolabis och familjen småharkrankar. Inga underarter finns listade i Catalogue of Life.